# Uintacrinida
Ordre
Les Uintacrinida sont un ordre éteint de Crinoïdes sessiles de l'embranchement des échinodermes.

## Description
Il s'agissait de crinoïdes « vrais » (sessiles) qui vivaient attachés au fond par une longue tige calcaire articulée, terminée par un disque d'attache. Les entroques qui composent la tige sont pentagonales, et se désolidarisent généralement à la mort de l'animal.

## Taxinomie
Selon BioLib (23 décembre 2018) :
- famille Uintacrinidae †
  - genre Uintacrinus Grinnell, 1876 †

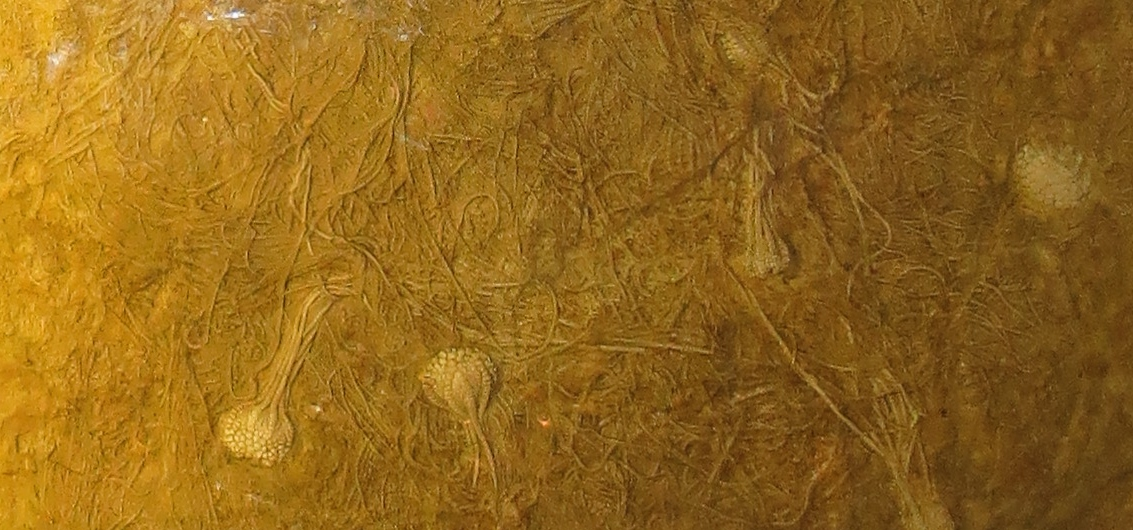
Plaque de fossiles dUintacrinus socialis.

Paleobiology Database (23 décembre 2018) ajoute le genre Marsupites.